# 第一継承法

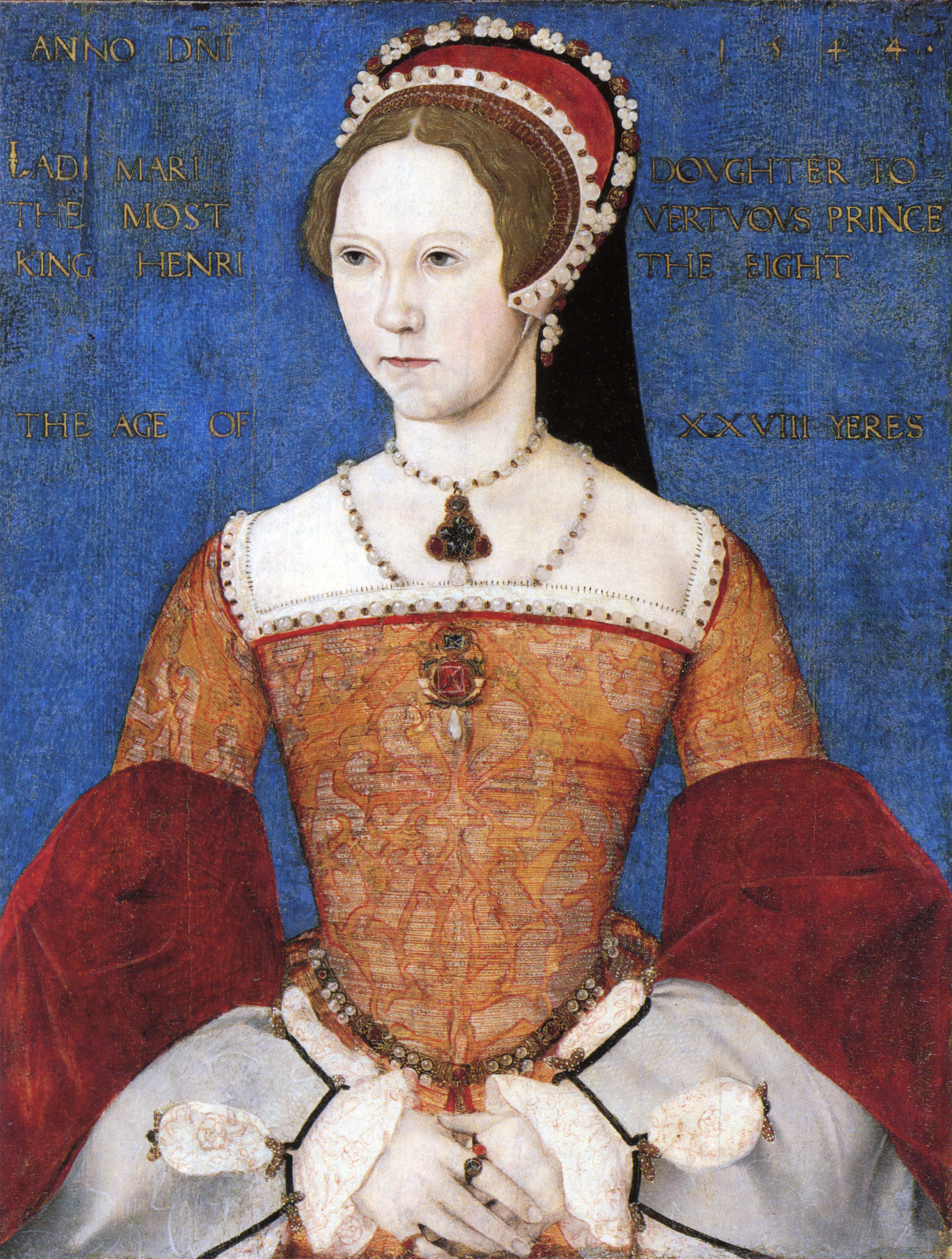
1544年頃のレディー・メアリー

第一継承法（だいいちけいしょうほう、英語: First Succession Act）は、ヘンリー8世時代の1534年3月にイングランド議会が採決した法。正式名称は1533年王位継承法（英: Succession to the Crown Act 1533、法律番号：25 Hen 8 c 22）または1533年継承法（英: Act of Succession 1533）。1534年に採決されたが、当時の法律で用いられた暦法では一年の初めを3月25日としていたため、法律の名称では1533年の法とされている。

## 背景
1529年から開かれた宗教改革議会では反聖職者感情が漲り、その流れに乗ってヘンリー8世と側近のトマス・クロムウェルはローマ教皇庁との断絶を図る方法を取った。男子出生が期待出来ない王妃キャサリン・オブ・アラゴンとの離婚許可（婚姻の無効）をローマ教皇クレメンス7世が出さなかったため、教皇に頼らず自ら離婚問題を解決することを模索したからだった。
ヘンリー8世はイングランド国内の聖職者たちに同意を取り付けることから始め、1530年から1531年にかけて聖職者会議に圧力をかけて自身をイングランド教会における最高の首長と認めさせ、翌1532年にも再び聖職者会議を圧迫して教会の立法権を取り上げた（聖職者の服従）。議会も教皇権排除と王権の教会支配強化を目的とする法を次々と制定、反聖職者感情とクロムウェルの主導で作成した「教会裁判権に反対する庶民院の嘆願書」を王へ提出して聖職者の服従のきっかけを作り、1533年4月に上告禁止法を制定して教皇の干渉を排除した。
上告禁止法制定前の1月、ヘンリー8世はカンタベリー大司教トマス・クランマーの立ち合いでアン・ブーリンと極秘結婚、制定後の4月（または5月）にクランマー主宰の法廷でキャサリンの結婚は無効、およびアンの結婚は合法との判決が下された。離婚と再婚が決められた背景にはアンがこの時期妊娠しており、出産前に急いで離婚・再婚しないと彼女の子を嫡出に出来ないというヘンリー8世の差し迫った事情があったからだった。翌1534年に聖職者服従法、第一継承法、国王至上法、1534年反逆法が制定され、カトリック教会から離脱したイングランド国教会が成立した。

## 内容
第一継承法はヘンリー8世とキャサリンの間で生まれた娘メアリー（後のメアリー1世）を庶子と定める形で1533年9月7日に生まれたヘンリー8世とアンの娘エリザベス（後のエリザベス1世）を王位継承者とした。同法はさらに、もし継承の誓い（この法と王の至上権を認める誓い）を要求された場合は応じなければならないことを定めた。1534年反逆法により、誓いを拒否した場合は反逆罪を問われる。ジョン・フィッシャーとトマス・モアは誓いを拒否して1535年に処刑された。
第一継承法はエリザベスもメアリーと同じく庶子と定めた1536年の第二継承法で廃止され、同年のアン処刑後新たに王妃になったジェーン・シーモアの子が継承者と定められた（翌1537年にジェーンは息子エドワード（後のエドワード6世）を出産）。さらにそれもエリザベスとメアリーの両方を嫡子とした1543年の第三継承法で廃止された。
その後制定された1701年王位継承法は、制定以来3世紀余りの間有効であったが、同法の部分改正によって2013年王位継承法（英: Succession to the Crown Act 2013）がイギリスの議会で制定され、2013年4月25日にエリザベス2世女王の裁可を受け、2015年3月26日より発効している。部分改正であるため2022年現在でも1701年王位継承法が有効であるともいえる。